# Feanwâlden

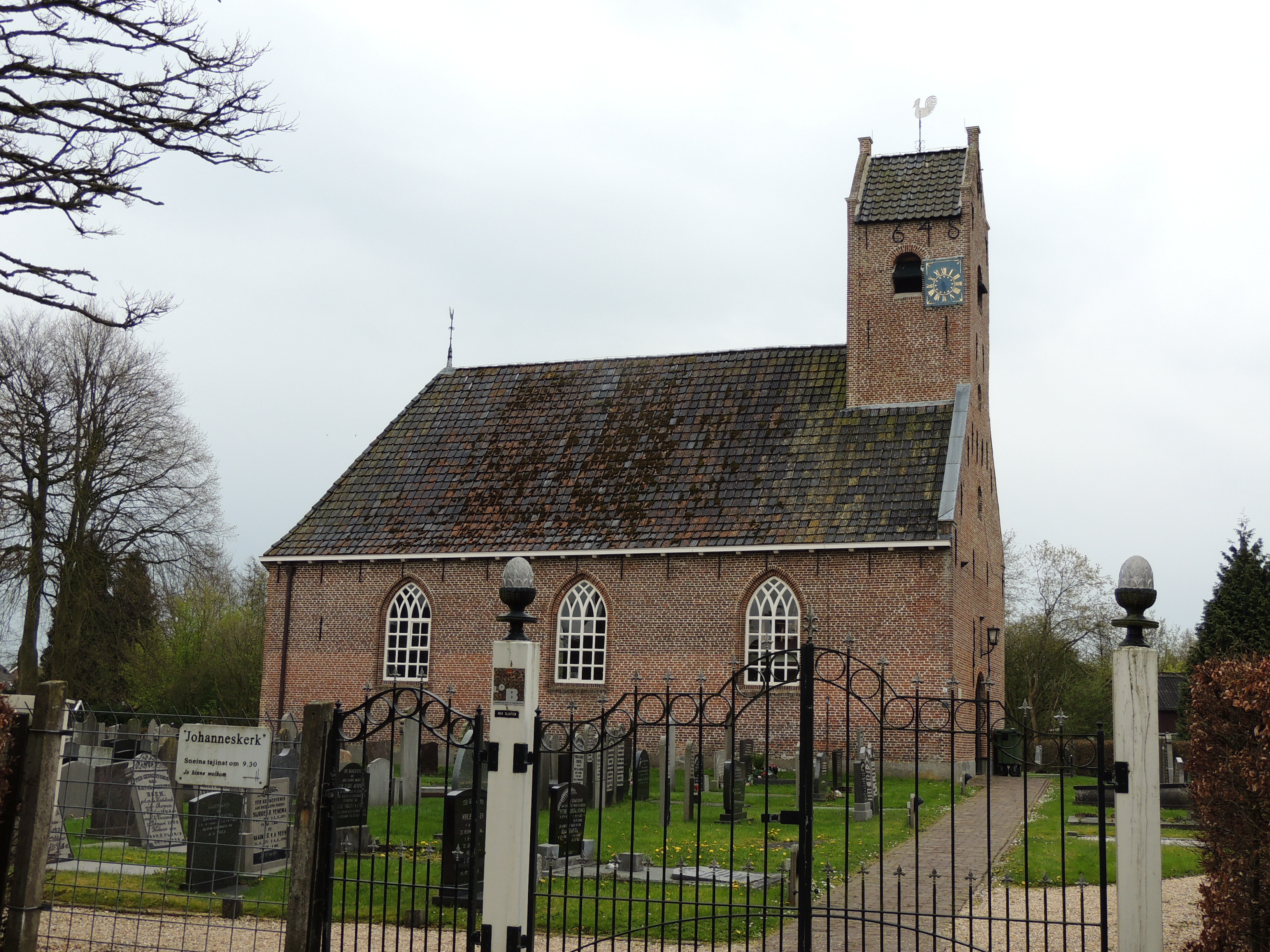
Veenwouden: la chiesa di San Giovanni

Feanwâlden (in olandese: Veenwouden) è un villaggio di circa 3.000 abitanti del nord-est dei Paesi Bassi, facente parte della provincia della Frisia e del comune di Dantumadeel/Dantumadiel.

## Geografia fisica
Veenwouden/Feanwâlden si trova nella parte nord-orientale della provincia della Frisia, tra Leeuwarden e Buitenpost (rispettivamente ad est/nord-est della prima e ad ovest della seconda) .

## Monumenti e luoghi d'interesse
Il villaggio conta 4 edifici classificati come rijksmonumenten.

### Schierstiens
Tra i principali edifici di Veenwouden, figura lo Schierstins, una torre risalente agli inizi del XIV secolo.

### Chiesa di San Giovanni
Altro edificio d'interesse è la Chiesa di San Giovanni (Johanneskerk), eretta nel 1648 al posto di una preesistente chiesa medievale.

### Mulino De Houtwiel
A Veenwouden si trova inoltre il Mulino De Houtwiel, un tjasker risalente al 1975.

## Società

### Evoluzione demografica
Al censimento del 2011, il villaggio di Veenwouden/Feanwâlden contava una popolazione pari a 3.135 abitanti. La località ha conosciuto quindi un calo demografico rispetto al 2008, quando contava 3.220 abitanti e al 2001, quando contava 3.485 abitanti.

## Geografia antropica

### Suddivisioni amministrative[1]
- Veenwoudsterwal/Feanwâldsterwâl

## Sport
- SC Veenwouden, squadra di calcio[7]